# Müller Würzburger Hofbräu
Der Müller Würzburger Hofbräu e. V. war ein deutscher Tischtennisverein aus Würzburg, der in der ersten Bundesliga spielte. Er wurde unter dem Namen TTK Würzburger Hofbräu e. V. am 5. März 1996 als Nachfolgeverein der aufgelösten Tischtennisabteilung des FC Würzburger Kickers e.V. gegründet. Seinen größten Erfolg feierte der Verein mit dem Gewinn der Deutschen Meisterschaft in der Saison 2004/05 (Petr Korbel, Leung Chu Yan, Feng Zhe, Evgueni Chtchetinine, Trainerteam: Tibor Rozsnyoi, Matthias Landfried, Peter Aranyosi), es folgten einmal das Erreichen des Playoff-Halbfinales, der Einzug ins DTTB-Pokalfinale, zweimal wurde das Europapokalfinale erreicht und für die Saison 2007 hat sich das Team für die Championsleague qualifiziert. Einer der größten Vereinserfolge war der Einzug ins Viertelfinale der Championsleague 2007/2008, womit der Club zu den acht stärksten Mannschaften Europas gehörte.
Im April 2008 zog sich Würzburg aus der Bundesliga zurück und kooperierte mit dem TTC Frickenhausen zum neuen Verein TTC Müller Frickenhausen/Würzburg. Der Breitensportbereich fusionierte mit dem Verein TTC Kist und startet als TTC Kist/Würzburg in der Saison 2008/09 in der Regionalliga.

## Team der letzten Saison
Das letzte Profiteam von Müller Würzburg in der DTTL (1. Bundesliga) und Championsleague bestand aus sechs Spielern und wurde von Matthias Landfried und Fan Changmao betreut:
(in Klammer die Ziele, wohin die Mannschaftsmitglieder nach der Saison gewechselt sind)
1. Tan Ruiwu (TTC Müller Frickenhausen/Würzburg, DTTL)
2. Ling Wei Chao (China, 2. Liga)
3. Thomas Keinath (Frankreich, 1. Liga)
4. Evgueni Chtchetinine (Russland 1. Liga)
5. Fan Changmao (TTC Kist-Würzburg, Regionalliga)
6. Frank Müller (SG BW Reichenbach, Regionalliga)

Der Trainer Matthias Landfried wechselte als Cheftrainer zum Bundesligisten 1. FC Saarbrücken.

## Jugendarbeit
Für seine Jugendarbeit wurde der Verein Ende 2001 mit dem Grünen Band für vorbildliche Talentförderung im Verein und einer Prämie in Höhe von 10.000 DM ausgezeichnet.